# 上乘寺
上乘寺位於四川省南充市南部縣，文物遺址年代判定為明。2012年7月16日公佈為第八批四川省文物保護單位。
上乘寺位於四川省南充市南部縣東壩鎮上乘寺村定覺山鳳凰嘴小山粱。原建築規模宏大，由山門、鐘鼓樓、萬年台、前、中、後殿組成，現僅存中殿和後殿，兩殿相距12公尺，占地面積約1000平方公尺。坐東北向西南，均為單簷懸山式頂，青瓦屋面，抬梁結構。中殿面闊五閏23.0公尺，進深14.2公尺，前簷裝飾有如意斗拱；後殿面闊五間21.5公尺，進深11.94公尺。上乘寺始建年沒有確切的文字記載，但明楊瞻詩中有“梁上標題有宋年”句，且近年在中殿發現有元“至元”、明“成化”年號板瓦；後殿梁上也有明“弘治”題記。上乘寺其建築風格獨特，具有較高的歷史、藝術價值。另有七塊碑刻，其中兩塊有上乘寺之地為“三國譙大人之業耳”、“前朝譙大人之俗產”句，證明此地為三國譙周故里。2003年，上乘寺被南充市人民政府公佈為市級文物保護單位。